# 黄昏 (1981年の映画)
『黄昏』（たそがれ、原題: On Golden Pond）は、1981年製作のアメリカ映画。湖畔の別荘を舞台に、人生の黄昏を迎えた老夫婦とその娘、彼女の結婚相手の連れ子の心の交流を描く。

## 概要
原作は1978年2月にブロードウェイで舞台化されたアーネスト・トンプソンの同名の戯曲『黄昏』（原題：On Golden Pond）である。父と娘の確執を取り扱った作品であるが、それは実生活におけるヘンリー・フォンダとジェーン・フォンダの不和を思い起こさせるものだった（詳細はそれぞれの記事を参照）。ジェーンが父親のために戯曲の映画化権を取得したとされる。
ジェーン・フォンダは父親の相手役として大女優のキャサリン・ヘプバーンを推薦した。
公開後本作品は批評家たちから絶賛され、興行的にも予想外の大成功を収める。1981年度の第54回アカデミー賞では作品賞を含む10部門の候補となり、そのうち主演男優賞、主演女優賞、脚色賞の3部門で受賞した。キャサリン・ヘプバーンが自身の記録を塗り替え史上最多となる4度目の主演女優賞、ヘンリー・フォンダが当時としては史上最高齢の76歳での主演男優賞と記録尽くめの受賞になった。
本作品で念願の主演男優賞を獲得したものの、ヘンリー・フォンダは授賞式を健康問題で欠席。娘のジェーンが代わりに出席して賞を受け取った。フォンダは式の数ヶ月後の1982年8月12日に子供たちに見守られながら心臓病で死去、彼にとって本作品が最後の映画出演となった。

## ストーリー
美しい湖畔の別荘で過ごす、人生の黄昏を迎えた老夫婦。妻のエセルは未だ矍鑠としているが、夫のノーマンは体調が優れず、そのためかますます気難しくなっていた。
ノーマンの80歳の誕生日に、長年会っていなかった娘のチェルシーが婚約者とその連れ子ビリーを伴って別荘を訪ねてくる。しかし、ノーマンは娘とその婚約者に冷淡な態度をとってしまう。そんな父親に対し、チェルシーは苛立ちを隠せない。チェルシーと婚約者はビリーをヨーロッパ旅行の間だけという約束で老夫婦の下に預けていく。
最初は老夫婦や平穏な湖畔の生活になじめなかったビリーだが、鱒釣りの楽しさを知り頑固なノーマンとも次第に打ち解けていく。ビリーの未熟な操船でボートが座礁するといったトラブルは有ったものの、二人は協力して湖の主を釣り上げることに成功する。
海外旅行から戻ってきたチェルシーは、ノーマンとビリーが実の親子のように仲良くしているのを見て驚く。エセルに諭されてこれまでのわだかまりを清算しようとするチェルシーを見て、ノーマンも頑なな心を開く。ビリーが後方宙返りでの飛び込みを習得したと聞いて、チェルシーも果敢に挑戦する。怯えながらも、少女時代に出来なかった宙返りを無事成功させたチェルシー。ノーマンとエセル、ビリーは彼女に向かって惜しみない拍手を送る。
別荘から立ち去るビリーとチェルシーに対し、ノーマンは愛用の釣竿と大学時代に獲得した水泳の銀メダルを進呈する。確執を乗り越えたノーマンとチェルシーは、別れ際に親密な抱擁を交わすのだった。

## キャスト
| 役名                           | 俳優                   | 日本語吹替                                        | 日本語吹替                      |
| 役名                           | 俳優                   | フジテレビ版                                      | ソフト版                        |
| ------------------------------ | ---------------------- | ------------------------------------------------- | ------------------------------- |
| エセル・セイヤー               | キャサリン・ヘプバーン | 寺島信子                                          | 佐々木すみ江                    |
| ノーマン・セイヤー・ジュニア   | ヘンリー・フォンダ     | 久米明                                            | 滝田裕介                        |
| チェルシー・セイヤー・ウェイン | ジェーン・フォンダ     | 小原乃梨子                                        | 鵜野樹里                        |
| ビリー・レイ                   | ダグ・マッケオン       | 岩田光央                                          | 進藤一宏                        |
| ビル・レイ                     | ダブニー・コールマン   | 田中信夫                                          | 巻島康一                        |
| チャーリー・マーティン         | ウィリアム・ラントゥ   | 中庸助                                            |                                 |
| サムナー・トッド               | クリス・ライデル       |                                                   |                                 |
|                                |                        |                                                   |                                 |
| 演出                           | 演出                   | 小林守夫                                          |                                 |
| 翻訳                           | 翻訳                   | 宇津木道子                                        |                                 |
| 効果                           | 効果                   | 遠藤堯雄 桜井俊哉                                 |                                 |
| 調整                           | 調整                   | 丹波晴道                                          |                                 |
| 制作                           | 制作                   | 東北新社                                          |                                 |
| 解説                           | 解説                   | 高島忠夫                                          |                                 |
| 初回放送                       | 初回放送               | 1984年11月24日 『ゴールデン洋画劇場』 21:03-22:54 | 2005年2月25日発売 のDVDに初収録 |

## スタッフ
- 監督：マーク・ライデル
- 製作：ブルース・ギルバード
- 製作総指揮：マーティン・スターガー
- 原作：アーネスト・トンプソン（英語版）
- 脚本：アーネスト・トンプソン
- 撮影：ビリー・ウィリアムズ
- 音楽：デイヴ・グルーシン
- 日本語字幕：戸田奈津子[3]

## 主な受賞歴
| 映画賞                               | 部門                    | 候補者                                   | 結果       |
| ------------------------------------ | ----------------------- | ---------------------------------------- | ---------- |
| アカデミー賞                         | 作品賞                  |                                          | ノミネート |
| アカデミー賞                         | 主演男優賞              | ヘンリー・フォンダ                       | 受賞       |
| アカデミー賞                         | 主演女優賞              | キャサリン・ヘプバーン                   | 受賞       |
| アカデミー賞                         | 助演女優賞              | ジェーン・フォンダ                       | ノミネート |
| アカデミー賞                         | 監督賞                  | マーク・ライデル                         | ノミネート |
| アカデミー賞                         | 脚色賞                  | アーネスト・トンプソン                   | 受賞       |
| アカデミー賞                         | 撮影賞                  | ビリー・ウィリアムズ                     | ノミネート |
| アカデミー賞                         | 作曲賞                  | デイヴ・グルーシン                       | ノミネート |
| アカデミー賞                         | 音響賞                  | リチャード・ポートマン、デヴィッド・ロン | ノミネート |
| アカデミー賞                         | 編集賞                  | ロバート・L・ウォルフ                    | ノミネート |
| ゴールデングローブ賞                 | 作品賞 (ドラマ部門)     |                                          | 受賞       |
| ゴールデングローブ賞                 | 主演男優賞 (ドラマ部門) | ヘンリー・フォンダ                       | 受賞       |
| ゴールデングローブ賞                 | 脚本賞                  | アーネスト・トンプソン                   | 受賞       |
| 英国アカデミー賞                     | 作品賞                  |                                          | ノミネート |
| 英国アカデミー賞                     | 主演男優賞              | ヘンリー・フォンダ                       | ノミネート |
| 英国アカデミー賞                     | 主演女優賞              | キャサリン・ヘプバーン                   | 受賞       |
| 英国アカデミー賞                     | 助演女優賞              | ジェーン・フォンダ                       | ノミネート |
| 英国アカデミー賞                     | 監督賞                  | マーク・ライデル                         | ノミネート |
| 英国アカデミー賞                     | 脚本賞                  | アーネスト・トンプソン                   | ノミネート |
| ナショナル・ボード・オブ・レビュー賞 | 主演男優賞              | ヘンリー・フォンダ                       | 受賞       |

## 関連作品
- NHKドラマ「輝く湖にて」 - 同じ戯曲を原作とする2004年のテレビドラマ。